# Fontaine de la Vierge (Altkirch)
La fontaine de la Vierge est un monument historique situé à Altkirch, dans le département français du Haut-Rhin.

## Localisation
Ce bâtiment est situé place de la République à Altkirch.

## Historique
La fontaine a été élevée au milieu du XIXe siècle en réutilisant des éléments du XVe siècle, à savoir, la statue de la Vierge et une partie de son pinacle. Le bassin hexagonal de cette fontaine a été construit en 1857. Les six côtés sont ornés de réseaux aveugles en arc de cercle de style gothique flamboyant. Au centre un fût également hexagonal, orné d'arcatures flamboyantes abritant trois gargouilles en gueule de dragon. Celles-ci alternent avec trois écus couronnés aux armes de la ville, avec l'inscription Anno Domini, 1857. A l'étage supérieur, au-dessus du soubassement, un dais à réseau gothique ajouré de la même époque, couronné par un pinacle à crochets plus ancien, terminé par un grand fleuron. Sous le dais, se trouve la statue de la Vierge.
L'édifice fait l'objet d'une inscription au titre des monuments historiques depuis le 9 mars 1987.
La statue de la Vierge fait l'objet d'un classement au titre des monuments historiques depuis le 9 mars 1987.